# Ain Bni Mathar
Ain Bni Mathar (en àrab عين بني مطهر, ʿAyn Bnī Maṭhar; en amazic ⵄⵉⵏ ⴱⵏⵉ ⵎⵟⵀⵕ) és un municipi de la província de Jerada, a la regió de L'Oriental, al Marroc. Segons el cens de 2014 tenia una població total de 16.289 persones. Els seus habitants són descendents dels Beni Mathar, originaris com els Maqil del sud de la regió de l'Orània a Algèria, situada a 81 km d'Oujda. En 2011 s'hi va instal·lar una Central Tèrmica de cicle combinat.